# Prutting
Prutting est une commune de Bavière (Allemagne), située dans l'arrondissement de Rosenheim, dans le district de Haute-Bavière.

## Géographie

### Quartiers
| - Aich - Altstein - Bamham - Dobl - Edling - Feichten - Forst am See - Haberspoint | - Haidbichl - Haidham - Hub - Inzenham - Irlach - Köbl - Königsberg - Langhausen | - Moosen - Mühlthal - Nendlberg - Niedernburg - Obernburg - Osterlehen - Prutting - Rapolden | - Rauch im Holz - Ried - Rotterstetten - Salmering - Sonnen - Spieln - Straßwend - Wolkering |